# Encoptolophus subgracilis
Encoptolophus subgracilis är en insektsart som beskrevs av Andrew Nelson Caudell 1903. Encoptolophus subgracilis ingår i släktet Encoptolophus och familjen gräshoppor. Inga underarter finns listade i Catalogue of Life.